# Fedarb-Inseln
Die  Fedarb-Inseln sind eine Inselgruppe im Norden von Papua-Neuguinea. Politisch sind sie Teil der  Provinz Manus.

## Geographie
Die Fedarb-Inseln sind eine Inselgruppe, die zu den Admiralitäts-Inseln gehört. Sie liegen am nordöstlichen Ausgang der St. Andrew-Straße, 34 km südwestlich der Insel Manus und 25 km westlich von Rambutyo; Lou liegt sieben Kilometer östlich.
Die vier Inseln Sivisa, Klein Sivisa, Chokua und Lolau bilden ein nach Westen geöffnetes Hufeisen. Sivisa, die östlichste Insel, ist die größte Insel der Gruppe. Sie erreicht eine Höhe von 76 m. Die bewaldeten und von Korallenriffen umgebenen Inseln sind vulkanischen Ursprungs.

## Geschichte
Die Inseln werden wahrscheinlich seit etwa 1500 v. Chr. von Melanesiern bewohnt. Das Gebiet kam im Jahr 1885 unter deutsche Verwaltung und gehörte seit 1899 zu Deutsch-Neuguinea. 1914 wurden die Inseln von australischen Truppen erobert, und nach dem Ersten Weltkrieg als Mandat des Völkerbundes von Australien verwaltet. Von 1942 bis 1944 waren die Inseln von Japan besetzt, kehrten aber 1949 in australische Verwaltung zurück. Seit 1975 sind sie Teil des unabhängigen Staates Papua-Neuguinea.